# Schwierig sich zu verloben
Schwierig sich zu verloben ist ein deutscher Spielfilm des DEFA-Studios für Spielfilme von Karl-Heinz Heymann aus dem Jahr 1983.

## Handlung
Die 18-jährige Brigitta und der 20-jährige Wolfgang lernen sich während der Besichtigung eines Gewächshauses mit tropischen Pflanzen kennen. Bereits bei den ersten Blickkontakten fühlen sie sich zueinander hingezogen; an den darauf folgenden Tagen treffen sie sich immer wieder, um mit seinem Motorrad durch die Gegend zu fahren. Während eines Spaziergangs überlegen beide, was sie noch so anstellen können und Biggi, wie Brigitta genannt wird, schlägt vor, ihn ihren Eltern vorzustellen, um anschließend in ihrem Zimmer zu verschwinden. Trotz seiner Bedenken, dass es doch etwas kurzfristig wäre, lässt sich Wolle, wie er auch genannt wird, darauf ein und wird freundlich aufgenommen. Nur der Absprung in Biggis Zimmer verzögert sich etwas, bis sie die Gespräche am Wohnzimmertisch abrupt unterbricht und ihn einfach mitnimmt.
Auch Wolles Mutter hat inzwischen davon erfahren, dass er eine Freundin hat und versucht ihn beim gemeinsamen Mittagstisch, etwas auszuhorchen. Doch Wolle, der in der privaten Bauschlosserei seiner Mutter als Schlosser arbeitet, will nicht darauf eingehen und verschwindet, um sich auf den Weg zu Biggi zu machen. Die arbeitet als Lehrling in einem Möbelfachgeschäft und hat keine Zeit, da sie sich gleich mit ihrer Mutter in einem Café treffen will. Hier erzählt sie ihr, dass sie zum Fachschulstudium delegiert werden soll, was bedeutet, dass sie drei Jahre in einer anderen Stadt im Internat leben muss und eine Trennung von Wolle bedeutet. Als sie dann noch erfährt, dass hinter der Delegierung die Beziehungen ihrer Mutter stecken, steht für Biggi fest, nicht zum Studium zu fahren. Die nächsten Wochen verbringen Biggi und Wolle den größten Teil der Freizeit mit Motorradfahren und Besuchen in einer Diskothek, wo sie auch Rudi, den besten Freund Wolles, kennenlernt.
Es dauert nicht lange und Biggi erzählt ihrer Freundin Bärbel, dass sie schwanger ist. Nur Wolle weiß noch nichts davon und alle Versuche ihm das beizubringen scheitern. Während er Biggi nach der Berufsschule vom Bahnhof abholt, können sie wegen eines Schwertransports, der vorsichtig durch die Kleinstadt fährt, nicht weiterfahren. Immer wieder versucht sie ihm von der Schwangerschaft zu erzählen, aber Wolle hat nur Augen für den Transport. Nebenbei erklärt er ihr, dass einer der Einweiser sein Vater ist und wundert sich, seine Mutter ebenfalls hier zu sehen, obwohl Wolfgangs Vater bereits seit Jahren für sie gestorben sein soll. Immer wieder erzählt Wolle von seinen Träumen in der Ferne zu arbeiten, bevorzugt in Afrika, während seine Mutter sagt, dass er sogar den Betrieb übernehmen kann, wenn er seinen Meister machen würde. Doch er antwortet, dass eine ordentliche Arbeit und eine Familie nicht alles sein kann, was man vom Leben zu erwarten hat. Als Biggi ihn endgültig über ihren Zustand aufklären will, unterbricht er sie und erklärt, dass er in der Schlosserei gekündigt hat und in Zukunft auf Montage fahren wird, eine Arbeit, die ihm sein Freund Rudi vermittelt hat. Biggi ist darüber sehr enttäuscht, hat sie doch eben erst das Studium abgelehnt, um nicht von Wolle getrennt zu sein und als sie ihm dann doch noch sagen kann, dass sie schwanger ist, reagiert er sehr ungehalten, worauf ein richtiger Streit entbrennt.
Wolle arbeitet von nun an, gemeinsam mit Rudi, in einer Brigade, die Leitungsmasten für die Elektrifizierung der Eisenbahntrassen montiert. Hier lernt er in einer Buchhandlung ein Mädchen kennen, das ihn auch gleich zu einem Fest bei Freunden mitnimmt, wo er sich erst als Italiener vorstellt. Das gelingt ihm nur, weil er diese Sprache liebt und er sie auch bereits teilweise erlernt hat. Doch etwas richtig Festes wird es mit dem Mädchen nicht. Als er wieder einmal zu Hause ist und zum Tanz fahren will, trifft er an der Bushaltestelle zufällig Biggi und bietet beiläufig an, sich mit ihr wegen des Kindes zu verloben. Die Art des Antrags gefällt ihr überhaupt nicht, sie trennt sich von ihm und fährt zu einem jungen Mann, den sie gerade erst kennengelernt hat. Nach einer gemeinsamen Nacht, geht sie nicht gerade glücklich von ihm weg. Anschließend entschließt sie sich, einen Schwangerschaftsabbruch durchführen zu lassen. Zur gleichen Zeit gibt es bei Wolle Ärger auf der Baustelle, da er in eine andere Abteilung versetzt werden soll, in der gebraucht wird und wo seine Fähigkeiten noch mehr gefördert werden können. Doch damit ist er nicht einverstanden und meldet sich zum Trotz freiwillig für drei Jahre zum Dienst in der NVA, um dort Unteroffizier zu werden.
Wolles Mutter hat Geburtstag, doch er liegt mit einer Erkältung im Bett und will nicht an der Feier teilnehmen. Als er jedoch hört, dass Biggi einen Blumenstrauß abgegeben hat, ist er sofort wieder gesund und läuft ihr hinterher. Abends in der Disko erzählt er ihr, dass er sich für drei Jahre zur Armee verpflichten will, wofür sie überhaupt kein Verständnis aufbringen kann. Während des nun entstehenden Streits erzählt sie von der Abtreibung, was ihn wiederum empört, da sie ihr gemeinsames Kind hat totmachen lassen, wie er sagt. Der Streit endet damit, dass Biggi ihn ein Schwein nennt und Wolle ihr dafür eine Ohrfeige gibt. Wieder zurück auf seiner Baustelle will Wolle sich erneut mit der Buchhändlerin treffen, die ihm aber zu verstehen gibt, dass sie kein Interesse mehr an einer weiteren Beziehung hat. Als Biggi mit ihrem Bekannten in die Diskothek geht, trifft sie Wolle wieder, den sie immer noch liebt, weshalb sie ihrem neuen Freund gesteht, dass ihr Zusammensein keine Zukunft haben kann. An diesen Abend finden Biggi und Wolle wieder zusammen und wollen versuchen gemeinsam durchs Leben gehen, auch wenn sie drei Jahre studiert und er drei Jahre bei der Armee ist.

## Produktion
Schwierig sich zu verloben wurde von der Künstlerischen Arbeitsgruppe „Roter Kreis“ unter dem Arbeitstitel Von der Schwierigkeit sich zu verloben auf ORWO-Color gedreht und hatte seine Uraufführung am 24. Februar 1983 im Berliner Kino Kosmos. Im Fernsehen der DDR wurde der Film das erste Mal am 29. Januar 1985 im 2. Programm gezeigt. In der Bundesrepublik wurde er am 1. Mai 1986 von der ARD ausgestrahlt.
Die Dramaturgie lag in den Händen von Gabriele Kotte und das Szenarium stammt von Karl-Heinz Heymann. Die Dreharbeiten für die Außenaufnahmen fanden zum großen Teil in Jüterbog, aber für eine Szene auch in der Berliner Lychener Straße statt.

## Kritik
Helmut Ullrich äußerte sich in der Neuen Zeit folgendermaßen:

„Eine Liebesgeschichte. Konkret im Hier und Heute angesiedelt, ohne daß dazu ein großer gesellschaftlicher Problemhintergrund bemüht wurde. Genau jedenfalls der Blick auf ein Milieu, dem dann doch etwas provinzielle Langeweile und Betulichkeit anhaftet (zumindest in den Augen von Großstädtern).“

Günter Sobe schrieb in der Berliner Zeitung:

„Es war die Sprache, die mir [daran] als erstes auffiel, unverblümt, knapp, sarkastisch, versatzstückhaft, manchmal noch nicht einmal den ganzen Satz suchend. Antisentimental (jedenfalls öffentlich). Film, in dem man Anteil nehmen darf an dem urewig-neuen Gesellschaftsspiel, wie junge Leute zueinander und zu sich selbst finden. Erfahrungslos, das ist das Los der Jungen.“

Das Lexikon des internationalen Films schreibt über den Film, dass er seine Konfliktherde und die Motivation seiner Personen nur andeutet und schemenhaft umreißt, obwohl er in der Beschreibung des Kleinstadtmilieus überzeugt. Er zeigt ein authentisches Bild der DDR, aber bleibt an der Oberfläche, weshalb er durch die spröde Inszenierung kaum zu Reflexionen anregt.